# Imma Tataranni: Substitut du Procureur
Imma Tataranni: Substitut du Procureur (Imma Tataranni - Sostituto procuratore) est une série télévisée italienne diffusée depuis le 22 septembre 2019 sur la RAI, de 110 minutes Elle est librement basée sur les romans de Mariolina Venezia. 
En France, la série est diffusée sur Polar+. En France les épisodes sont découpés en deux parties de 52 minutes.

## Synopsis
Imma Tataranni est procureure adjointe du parquet de Matera, dotée d'une mémoire prodigieuse et habituée à résoudre les affaires qui lui sont confiées avec des méthodes peu orthodoxes.

## Distribution
- Vanessa Scalera : Immacolata “Imma” Tataranni.
- Massimiliano Gallo : Pietro De Ruggeri.
- Alessio Lapice : Ippazio Calogiuri.
- Carlo Buccirosso : Alessandro Vitali.
- Carlo De Ruggieri : Docteur Taccardi.
- Barbara Ronchi : Diana De Santis

## Tournage
Le tournage de la première saison a commencé le 6 novembre 2018 et s'est principalement déroulé entre Matera et Metaponto.

## Épisodes

### Première saison (2019)
1. Le doigt dans l'engrenage (L'estate del dito).  Substitut du procureur de Matera, Imma Tataranni passe ses vacances à Metaponto en compagnie de sa famille et de quelques collègues lorsqu'elle voit flotter en bord de mer un doigt coupé. Elle avertit aussitôt le nouveau procureur Allesandro Vitali, qui ne lui fait pas très bonne impression. Au lycée de Valentina, un documentaire est montré aux élèves sur les déchets radioactifs déposés en 2003 à Scanzano Jonico. Don Mariano, présent dans la salle, leur confie que pour de l'argent, beaucoup sont prêts à perdre la tête. Parallèlement, le corps du jeune Nunzio Festa est retrouvé au bord d'une route.
2. Des plantes au milieu des pierres (Come piante fra i sassi).  Le corps sans vie du jeune Nunzio Festa est retrouvé au bord d'un chemin. Malgré les excès de zèle du maréchal La Macchia, qui souhaiterait incriminer le frère de la fiancée de la victime, Imma découvre un trafic d'antiquités. Sa vie personnelle n'est pas de tout repos : sa fille adolescente lui pose quelques soucis. L'enquête sur la mort de Nunzio Festa se poursuit. Imma approfondit la piste du trafic de pièces antiques et, ce faisant, découvre un autre trafic, bien plus grave. Valentina continue de harceler ses parents pour aller au concert d'Achille Lauro.
3. Le jardin de la mémoire (I giardini della memoria).  Un cadavre momifié est découvert dans une grotte. Il s'agit de l'architecte Domenico Bruno, disparu quinze ans plus tôt. L'homme était engagé dans des mouvements écologistes, ce qui a pu lui attirer des ennuis. Mais en fouillant dans son passé, Imma découvre une autre piste : l'homme avait une liaison.Imma et Calogiuri se sentent coupables du suicide d'Andrea Saponaro, d'autant plus que plusieurs témoignages de proches de la victime donnent à penser qu'il n'était pas coupable. Santino Bruno, le frère de Domenico, est désormais soupçonné.
4. Intempéries (Maltempo).  Le cadavre d'une jeune journaliste est retrouvé dans les rochers d'Ipizzi. Imma se sent coupable de sa mort, ayant ignoré la plainte de la jeune femme qui était venue l'avertir des agissements frauduleux de son amant, le député Lombardi. Candidat écologiste aux élections, son intérêt pour sa région est tout sauf désintéressé. L'enquête sur la mort de Donata Miulli se poursuit entre Rome et la Basilicate. Imma demande à Calogiuri d'approcher une amie de Donata, afin d'en apprendre plus sur la jeune femme. En retrouvant le dictaphone de Donata, les enquêteurs font une découverte bouleversante sur Lombardi.
5. Au revoir Stella (Rione Serra Venerdì).  Imma est appelée pour un homicide, et la victime se trouve être une ancienne camarade de classe, Stella Pisicchio. Celle-ci vivait seule et avait rencontré récemment des hommes sur Internet. L'assassin serait-il un de ses amants ? Mais très vite l'autopsie révèle un détail qui ne semble pas aller dans ce sens. Imma pense que la mort de Stella et la disparition d'Eustacchio sont liées. En enquêtant auprès des amis du petit garçon, elle en vient à suspecter De Nardis, un homme que Stella faisait chanter, et qui s'est servi d'Eustacchio pour récupérer chez elle des photographies compromettantes.
6. Au nom des morts (Dalla parte degli ultimi).  Imma reçoit un appel urgent de don Mariano, qui lui donne rendez-vous dans une station service, sur la route de Miglionico. Parallèlement, Pietro est victime d'une intoxication alimentaire. Imma le conduit aussitôt à l'hôpital. Elle prend contact avec Ridolfi pour savoir ce qu'ils ont mangé le soir précédent. Après avoir avoué le meurtre de Don Mariano, Iannuzzi se fait agresser en prison par un membre de la famille Mazzocca. Imma soupçonne un complot de la part de Romaniello et de la mafia, que Don Mariano voulait lui révéler avant sa mort. Vitali s'agace des méthodes d'Imma, au point de menacer sa place au sein du Parquet de Matera.

### Seconde saison (2021-2022)
1. Secrets de famille (Mogli e buoi).  Imma organise un voyage à Paris dans le but de distraire sa fille Valentina, encore secouée par sa séparation d'avec Samuel. Imma n'a pas le temps de poser ses valises qu'elle reçoit un appel en urgence : un crime a été commis. Le corps d'Angelo Saraceno, un importateur de produits laitiers de Basilicate, a été retrouvé dans les bois par le procureur en chef Vitali.
2. Sur le chemin de la libération (Via del riscatto).  C'est le soir d'Halloween. Pietro emmène Imma voir le lamione[Quoi ?] où il monte son club de jazz lorsque deux coups de feu retentissent dans la nuit. Le lendemain, Imma apprend que le corps de Luciano Ribba, un agent immobilier, a été retrouvé à l'intérieur du Palazzo Sinagra. Imma apprend que Valentina sort avec Gabriele Vitali, le fils du procureur en chef. Le garçon a convaincu Valentina de participer à une manifestation.
3. Des pierres aux étoiles (Dai sassi alle stelle).  Sur le toit du Matera Geodesy Center, les corps de la scientifique Marta Ventura et de l'une de ses amies sont retrouvés sans vie. Imma découvre que Marta avait des soupçons concernant l'entretien du barrage de Montegerardo, et redoutait une catastrophe imminente. Gelsomina, une chercheuse proche de Marta, penche plutôt pour un féminicide. Au bureau du procureur, Diana est bouleversée par la mort de son amie. Imma se met en quatre pour lui apporter du réconfort. Samuel, de retour à Matera, découvre que Valentina flirte avec Gabriele. Le bonheur de Pietro est de courte durée : un acte malveillant a détruit son lamione.
4. Un monde meilleur (Un mondo migliore di questo).  Imma enquête sur un vol à domicile commis chez madame Lopriore, une amie de sa belle-mère. Quelqu'un a vidé son coffre-fort et le concierge de l'immeuble est décédé d'une crise cardiaque. Quelques jours plus tard, étrangement, les biens volés réapparaissent. Ulisse Delillo est retrouvé mort dans son atelier artisanal. Les deux affaires semblent liées. Un acte de courage contre le crime organisé oblige Samuel à quitter Matera. Valentina blâme sa mère pour cette évasion. Tandis que Pietro est en crise à cause de la perte de son restaurant, Imma recueille des preuves pour faire condamner définitivement Romaniello. Cependant, elle ne sait pas que quelqu'un la manipule dans l'ombre.
5. Le poids de l'âme (Il peso dell'anima).  Imma reçoit une partie de sa belle famille pour les fêtes de Pâques. Mais une photo embarrassante et un nouveau crime viennent rapidement mettre fin à ces célébrations. La procureure doit faire face à un mari jaloux et à ses propres sentiments. Imma se rend à Turin pour retrouver un homme dont l'épouse a perdu un enfant à cause de Santomassimo. Quand elle met la main sur lui, elle se rend rapidement compte qu'il n'est pour rien dans cette histoire et qu'on l'a dirigée vers une fausse piste. Pietro ne veut toujours pas pardonner à Imma.
6. La double vie de Monsieur E (La doppia vita di Mister E).  Un homme est retrouvé mort devant l'église du Purgatoire, à Matera. Imma Tataranni s'occupe de l'enquête et s'interroge : s'agit-il d'un crime homophobe ou passionnel ? Par ailleurs, la mère d'Imma doit emménager chez elle. Pietro prend le prétexte de l'arrivée de sa belle-mère pour rentrer chez ses parents. Quand Elliott Morris, le compagnon de John, disparaît après avoir été interrogé par Imma, tout laisse à penser qu'il travaillait pour les services secrets. La relation avec Pietro étant toujours tendue, Imma décide de placer sa mère dans une maison de retraite pour retrouver une vie de famille normale.
7. Ange ou démon (Angelo o diavolo).  Dans la maison de retraite, Sebastiana, une amie de la mère d'Imma, est assassinée. Imma est chargée de l'enquête. Elle se rend rapidement compte qu'elle ne peut pas laisser sa mère dans cet établissement devenu bien trop dangereux. Imma est sur la piste d'un homme qui pourrait avoir un lien avec Sebastiana. Il semblerait que la victime ait été en possession d'une grosse somme d'argent, ce qui aurait attisé les convoitises des escrocs de la ville. Qui avait le plus intérêt à faire taire cette vieille femme ? Pendant ce temps, Valentina cherche à aider un réfugié à obtenir des papiers.
8. La femme qui avait perdu la tête (La donna che perse la testa)  L'enquête sur le meurtre la baronne de Raho progresse et les soupçons se concentrent autour de Bastiano Proietti. Néanmoins, Imma n'écarte pas complètement la piste des frères de Raho. Depuis l'histoire avec Gibril, Valentina ne veut plus aller en cours et elle est en froid avec Gabriele. Imma se rend compte que le mal de dos de Pietro cache un malaise bien plus profond.